# Liste der Stolpersteine in Badenweiler
Die Liste der Stolpersteine in Badenweiler enthält alle acht Stolpersteine, die im Rahmen des gleichnamigen Kunst-Projekts von Gunter Demnig in Badenweiler verlegt wurden. Mit ihnen soll Opfern des Nationalsozialismus gedacht werden, die in Badenweiler lebten und wirkten. Die Steine wurden am 22. Juli 2008 verlegt.

## Liste der Stolpersteine
Die Tabelle ist teilweise sortierbar; die Grundsortierung erfolgt alphabetisch nach Familien- und Vornamen.
| Bild | Inschrift | Standort          | Leben |
| --- | --- | ----------------- | --- |
| | HIER WOHNTE EMMA KÜBLER GEB. SCHLOTTERER JG. 1885 VERHAFTET 1936 KZ MAUTHAUSEN RAVENSBRÜCK/AUSCHWITZ TOT 1945 IN BERGEN-BELSEN | Luisenstraße 7 ·  | Emma Kübler geb. Schlotterer wurde 1885 in Basel geboren. In Badenweiler führte sie mit ihrem Mann eine Metzgerei. Als Mitglied der in der NS-Zeit verbotenen Ernsten Bibelforscher äußerte sie sich kritisch über die Politik Hitlers und verweigerte den Hitlergruß. Sie wurde 1936 verhaftet und über Auschwitz in das Konzentrationslager Bergen-Belsen deportiert, wo sie 1945 kurz nach der Befreiung des Lagers an Typhus verstarb. |
| Bild gesucht Der Benutzer GeorgDerReisende ( Diskussion ) wünscht sich an dieser Stelle ein Bild vom Ort mit diesen Koordinaten 47.80252 7.67486 . Motiv: Stolpersteine für Familie Mager Falls du dabei helfen möchtest, erklärt die Anleitung , wie das geht. BW | HIER WOHNTE CELINE LEVI MAGER GEB. LEVY JG. 1892 FLUCHT 1938 FRANKREICH VERHAFTET 1943 DEPORTIERT ERMORDET 1943 IN AUSCHWITZ   | Luisenstraße 12 · | Celine Levi Mager geb. Levy wurde 1892 geboren. Sie floh 1938 nach Frankreich, wurde 1943 verhaftet, deportiert und in Auschwitz ermordet. |
| | HIER WOHNTE GERTRUD LEVI MAGER JG. 1918 FLUCHT 1938 FRANKREICH VERHAFTET 1943 DEPORTIERT ERMORDET 1943 IN AUSCHWITZ            | Luisenstraße 12 · | Gertrud Levi Mager wurde 1918 geboren. Sie floh mit ihren Eltern 1938 nach Frankreich, wurde 1943 verhaftet, deportiert und in Auschwitz ermordet. |
| | HIER WOHNTE JULIUS LEVI MAGER JG. 1877 FLUCHT 1938 FRANKREICH VERHAFTET 1943 DEPORTIERT ERMORDET 1943 IN AUSCHWITZ             | Luisenstraße 12 · | Julius Levi Mager wurde 1877 geboren. Er floh 1938 nach Frankreich, wurde 1943 verhaftet, deportiert und in Auschwitz ermordet. |
| | HIER WOHNTE LOUIS LIEBMANN LEVI MAGER JG. 1918 FLUCHT 1938 FRANKREICH VERHAFTET 1943 DEPORTIERT ERMORDET 1943 IN AUSCHWITZ     | Luisenstraße 12 · | Louis Liebmann Levi Mager wurde 1928 geboren. Er floh mit seinen Eltern 1938 nach Frankreich, wurde 1943 verhaftet, deportiert und in Auschwitz ermordet. |
| | HIER WOHNTE BERTHA MONASCH JG. 1886 DEPORTIERT 1940 GURS ERMORDET 1942 IN AUSCHWITZ                                            | Glasbachweg 15 ·  | Bertha Monasch wurde 1886 geboren. Sie wurde 1940 nach Gurs deportiert und 1942 in Auschwitz ermordet. |
| | HIER WOHNTE CHARLOTTE MONASCH JG. 1882 DEPORTIERT 1940 GURS ERMORDET 1942 IN AUSCHWITZ                                         | Glasbachweg 15 ·  | Charlotte Monasch wurde 1882 geboren. Sie wurde 1940 nach Gurs deportiert und 1942 in Auschwitz ermordet. |
| | HIER WOHNTE GERTRUD MONASCH JG. 1892 DEPORTIERT 1940 GURS ERMORDET 1942 IN AUSCHWITZ                                           | Glasbachweg 15 ·  | Gertrud Monasch wurde 1892 geboren. Sie wurde 1940 nach Gurs deportiert und 1942 in Auschwitz ermordet. |

## Verlegedatum
Die Stolpersteine in Badenweiler wurden von Gunter Demnig am 22. Juli 2008 verlegt.